# Rachel House
Rachel House, nome completo Rachel Jessica Te Ao Maarama House (Auckland, 20 ottobre 1971), è un'attrice neozelandese.

## Filmografia

### Attrice

#### Cinema
- La ragazza delle balene, regia di Niki Caro (2002)
- Fracture, regia di Larry Parr (2004)
- Perfect Creature, regia di Glenn Standring (2006)
- Eagle vs Shark, regia di Taika Waititi (2007)
- Boy, regia di Taika Waititi (2010)
- White Lies, regia di Dana Rotberg (2013)
- The Dark Horse, regia di James Napier Robertson (2014)
- Everything We Loved, regia di Max Currie (2014)
- Selvaggi in fuga (Hunt for the Wilderpeople), regia di Taika Waititi (2016)
- Thor: Ragnarok, regia di Taika Waititi (2017)
- Penguin Bloom, regia di Glendyn Ivin (2020)
- Baby Done, regia di Curtis Vowell (2020)
- Cousins, regia di Ainsley Gardiner e Briar Grace Smith (2021)
- The Portable Door, regia di Jeffrey Walker (2023)
- Chi segna vince (Next Goal Wins), regia di Taika Waititi (2023)
- Godzilla e Kong - Il nuovo impero, regia di Adam Wingard (2024)

#### Televisione
- Tiger Country, regia di John Laing – film TV (1998)
- Super City – serie TV, 2 episodi (2011)
- The Blue Rose – serie TV, 3 episodi (2013)
- Hope and Wire – miniserie TV, 3 episodi (2014)
- Soul Mates – serie TV, 10 episodi (2014-2016)
- Find Me a Maori Bride – serie TV, 1 episodio (2015)
- Wolf Creek – miniserie TV, 2 episodi (2016)
- Wrecked – serie TV, 7 episodi (2018)
- Fondazione – serie TV, episodio 2x01 (2021)
- Cowboy Bebop – serie TV, 3 episodi (2021)
- Heartbreak High - serie TV, 7 episodi (2022-in corso)

### Doppiatrice
- Oceania (Moana), regia di Ron Clements e John Musker (2016)
- Cradle, regia di Damon Duncan - cortometraggio (2016)
- The Lion Guard - serie TV, 6 episodi (2019)
- Soul (Soul), regia di Pete Docter (2020)
- What If...? - serie animata, episodio 1x07 (2021)
- Anfibia - serie animata, episodio 3x12 (2022)
- Back to the Outback - Ritorno alla natura, regia di Clare Knight e Harry Cripps (2021)
- Koala Man - serie animata, 7 episodi (2023)
- Oceania 2 (Moana 2), regia di David Derrick Jr. (2024)
- Un film Minecraft (A Minecraft Movie), regia di Jared Hess (2025)

## Doppiatrici italiane
Nelle versioni in italiano delle opere in cui ha recitato, Rachel House è stata doppiata da:
- Sabrina Duranti in La ragazza delle balene, Selvaggi in fuga
- Stefanella Marrama in Thor: Ragnarok
- Barbara Castracane in Penguin Bloom
- Stefania Romagnoli in Cowboy Bebop
- Tatiana Dessi in Chi segna vince
- Guendalina Ward in Godzilla x Kong: The New Empire

Da doppiatrice è sostituita da:
- Angela Finocchiaro in Oceania, Oceania 2
- Perla Liberatori in Soul
- Stefanella Marrama in What If...?
- Anna Cugini in Heartbreak High
- Mara Maionchi in Un film Minecraft